# 协庄煤矿
协庄煤矿是中國山东省新泰市小协镇境内的一座煤礦，属新汶矿业集团有限公司，协庄煤矿位于新汶煤田南部，1958年建井，1962年12月建成投产，是中国自行设计施工的一座大型矿井。投产初期设计产煤能力120万吨，1989年改扩建后达到180万吨。目前年产煤130-200万吨不等。主要产品有洗精煤、块煤、混煤等。矿井有铁路专用线连接磁莱铁路。